# Długi Kąt (przystanek kolejowy)
Długi Kąt – przystanek osobowy w Tartaku Długim Kącie, w gminie Józefów, w powiecie biłgorajskim, w województwie lubelskim, w Polsce.
Przez przystanek kursują całoroczne pociągi Regio do Bełżca, Lublina i Zamościa.

## Ruch pasażerski
| Rok  | Wymiana pasażerska na dobę |
| ---- | -------------------------- |
| 2017 | 0-9                        |
| 2022 | 0-9                        |